# Maison de Montauban
La maison de Montauban est une famille féodale bretonne qui contrôlait la seigneurie de Montauban-de-Bretagne, s'étendant sur huit paroisses, de la fin du XIIe siècle au XVe siècle. Son origine a longtemps été discutée, mais les dernières études tendent à confirmer qu'il s'agirait d'une branche cadette issue de la maison de Rohan.
La famille de Montauban a été seigneur du château du Bois de la Roche en Néant jusqu'au XVIe siècle. La maison de Montauban s'est éteinte au XVIIe siècle avec la branche puînée du Goust.

## Origine
L'origine de la lignée des seigneurs de Montauban-de-Bretagne fait l'objet de diverses interprétations depuis la présentation classique reposant sur l'héraldique qu'en fit Augustin du Paz au XVIIe siècle :
« Il y a grande apparence que les seigneurs de Montauban desquels nous allons dessiner l'histoire généalogique soient issus de la maison des seigneurs vicomtes de Rohan puisqu'ils en portent les armes & par brisure au différence un « lambeau d'argent de quatre pièces pendant au chef ». Soit qu'un puiné de Rohan ait épousé l'héritière de cette seigneurie ou qu'un seigneur de Rohan en ayant épousé l'héritière ladite en aurait été depuis baillée à un puiné »
— Augustin du Paz Histoire généalogique de plusieurs maisons illustres de Bretagne, publiée en 1619, p. 537
À la fin du XIXe siècle, deux historiens régionalistes, membres éminents de la Société archéologique du département d’Ille-et-Vilaine, Arthur de La Borderie et Xavier de Bellevue, s'opposèrent dans une vive controverse sur ce sujet. Arthur de la Borderie, estimant que la thèse de du Paz reposait sur une « assertion simplement conjecturale », soutenait que la seigneurie de Montauban faisait originairement partie de la baronnie de Montfort dans laquelle elle était géographiquement incluse et que les sires de Montauban étaient issus des Montfort,, pendant que Xavier de Bellevue tentait de démontrer dans un ouvrage que « la seigneurie de Montauban fut portée en partie du moins aux Monfort par les Porhoët dans la première moitié du XIIe siècle et quelle vint un peu plus tard par alliance des Montfort à un puiné de la maison de Rohan qui prit le nom de Montauban » . L'exposition de sa thèse fut  suivie d'une réponse d'Arthur de La Borderie.
Frédéric Morvan, dans ses récents travaux, revient à thèse initiale d'Augustin du Paz, qu'il aménage néanmoins, et estime que la lignée a pour origine un certain vicomte Jostho, fils cadet d'Alain Ier de Rohan.

## Généalogie
Selon Frédéric Morvan, la généalogie des Montauban est la suivante : 
- Alain de Porhoët († 1128) vicomte de Castennec puis de Rohan
  - Jostho (v.1127-v.1150), vicomte
    - Alain Ier vers 1168 reçoit Montauban s.p.
    - Olivier Ier attesté à Montauban en 1180
      - Jean († vers 1225) seigneur de Montauban épouse Gasceline de Montfort.
        - Olivier II († 1255) épouse Jeanne fille et cohéritière d'Eudes III de Porhoët
          - Alain II attesté en 1279  épouse Mathilde de Montfort s.p.
          - Olivier III attesté en 1280 épouse vers 1255 la sœur de Guillaume de Lohéac
            - Olivier IV épouse Julienne de Tournemine (deux Olivier IV, cela en fait un de trop)
              - Jean exécuté à Paris en 1343
              - Alain III († 1357)
                - Olivier IV épouse Jeanne de Malesmains († 1383) (deux Olivier IV, cela en fait un de trop)
                  - Olivier V épouse Mahaud d'Aubigné, dame de Landal
                    - Guillaume de Montauban attesté en 1393 épouse 1) Marguerite de Lohéac puis 2) Bonne Visconti
                      - (1) Béatrice, épouse Jean III de Rieux
                      - (2) Jean de Montauban (1412-1466), épouse Anne de Kerenrais
                        - Marie de Montauban, épouse Louis Ier de Rohan-Guéméné
                          - d'où les Rohan, princes de Montauban : cf. Charles

                      - (2) Arthur de Montauban, archevêque de Bordeaux
                      - (2) Isabeau, épouse Tristan du Perrier
                      - (2) Marie, épouse Jean VI Malet de Graville
                      - (2) Béatrice, épouse Richard Ier d'Espinay
                      - (2) Louise, épouse Guyon de La Motte-Vauclerc

                    - Robert († 1440) seigneur du Bois-de-La-Roche
                      - Guillaume III
                        - Guillaume IV, seigneur du Binio et du Bois-de-la-Roche († 1486)
                          - Philippe de Montauban

              - Renaud Ier († 1358) seigneur du Binio et du Bois-de-La-Roche
                - Renaud III de Montauban († 1386), capitaine de Ploërmel en 1370
                - Guillaume II († 1351), écuyer, combattant de la Bataille des Trente

      - Josselin de Montauban évêque de Rennes (1224-1234)
      - Hermine épouse en 1195 Amaury de Montfort